# پیرزنی بود که در کفش زندگی می‌کرد
«پیرزنی بود که در کفش زندگی می‌کرد» (به انگلیسی: There was an Old Woman Who Lived in a Shoe) یک شعر قدیمی عامیانه در زبان انگلیسی است. این ترانه ریتمیک با مضمون کودکانه می باشد. این شعر درباره پیرزنی تنگدست است که تعداد زیادی بچه دارد.